# ホロスポラ目
ホロスポラ目（ホロスポラもく、Holosporales）は、真正細菌Pseudomonadota門アルファプロテオバクテリア綱の目の一つである。
2016年に、SSU rRNA遺伝子配列の系統学的解析結果に基づき、リケッチア目（Rickettsiales）から分離される形で新設が提案され、2020年に正式に承認された。

## 下位分類（科）
ホロスポラ目は以下の科を含む(2024年8月現在)。

### IJSEMに正式承認されている科
- ホロスポラ科　Holosporaceae
Görtz and Schmidt 2006[6] (IJSEMリストに掲載 2006)[7]

### IJSEMに未承認の科
- "Caedimonadaceae"
Schrallhammer et al. 2018[8]
- "Candidatus Hepatincolaceae"
Szokoli et al. 2016[1] (IJSEMリストに掲載 2020)[9]
- "Candidatus Paracaedibacteraceae"
Hess et al. 2016[10] (IJSEMリストに掲載 2020)[9]